# Pterolophia bicristata
Pterolophia bicristata là một loài bọ cánh cứng trong họ Cerambycidae.